# Se te nota
Se te nota è un singolo della cantante venezuelana Lele Pons e del rapper portoricano Guaynaa, pubblicato il 3 settembre 2020.

## Descrizione
Il brano ha ricevuto immediata popolarità grazie ad una challenge diventata virale sul social TikTok.

## Video musicale
Il videoclip, girato a Miami e diretto da Jose-Emilio Sagaro, è stato reso disponibile attraverso il canale YouTube di Lele Pons il 4 settembre 2020.

## Tracce
Testi e musiche di Eleonora Pons, Jean Carlos Santiago Pérez, Carolina I. Colón, Cristian Jose Restrepo, Luis Adolfo Medina e Rafael Rodriguez.
1. Se te nota – 2:36

## Classifiche
| Classifica (2020)     | Posizione massima |
| --------------------- | ----------------- |
| Argentina             | 18                |
| Colombia              | 17                |
| Costa Rica            | 12                |
| El Salvador           | 7                 |
| Guatemala             | 10                |
| Italia                | 62                |
| Messico               | 2                 |
| Perù                  | 13                |
| Portogallo            | 163               |
| Repubblica Dominicana | 12                |
| Spagna                | 17                |